# Jhonn Balance
Jhonn Balance (pseudonym för Geoffrey Laurence Burton), född 16 februari 1962, död 13 november 2004, var en engelsk musiker. Han var främst verksam i gruppen Coil, som han hade tillsammans med sin partner Peter Christopherson. Balance inledde sin karriär i Psychic TV, men spelade endast på skivan Dreams Less Sweet innan han lämnade bandet 1984. Balance avled 2004 efter att ha fallit från en balkong i sitt och Christophersons hem.